# Упатисса (архат)
Архат Упатисса — буддийский монах традиции тхеравада, проживавший в I—II веках н. э. на острове Шри-Ланка. Известен как автор текста «Путь Освобождения» (или «Вимуттимагга»), служащего буддийским пособием по медитациям.
«Вимуттимагга» схожа с текстом «Путь Очищения» (или «Висуддхимагга») авторства Буддхагхоши, но менее аналитична и более практична. Оба труда рассматриваются не как часть палийского канона, а как комментаторские работы, однако очень близкие к канону, особенно к такой части канона, как абхидхарма.